# Keureumbok (Kembang Tanjong)
Keureumbok is een bestuurslaag in het regentschap Pidie van de provincie Atjeh, Indonesië. Keureumbok telt 312 inwoners (volkstelling 2010).